# Essé
Essé is een gemeente in het Franse departement Ille-et-Vilaine (regio Bretagne). De plaats maakt deel uit van het arrondissement Fougères-Vitré. Essé telde op 1 januari 2022 1.028 inwoners.
In Essé ligt het hunebed La Roche-aux-Fées.

## Geografie
De oppervlakte van Essé bedroeg op 1 januari 2022 23,19 vierkante kilometer; de bevolkingsdichtheid was toen 44,3 inwoners per km².

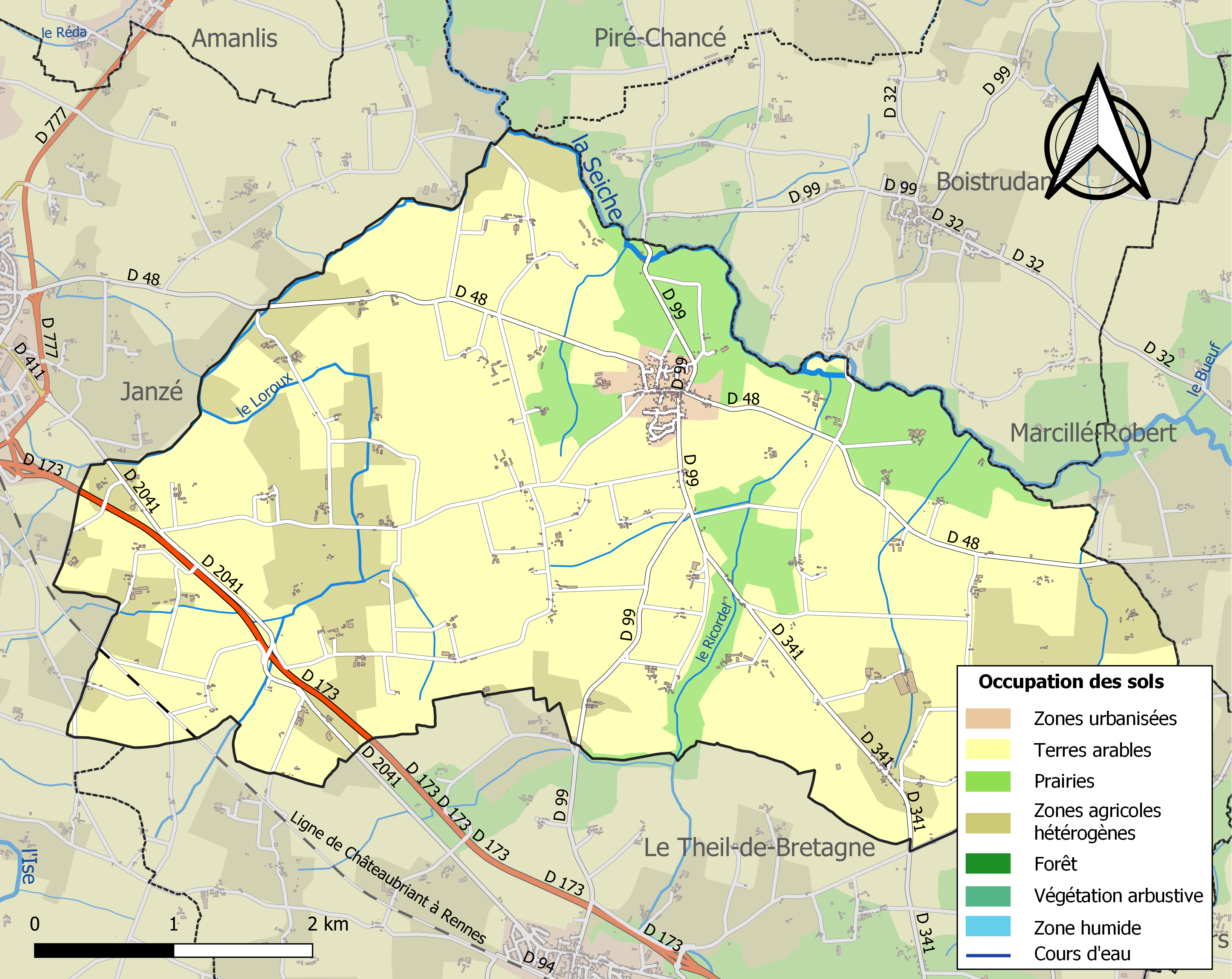
Kaart van de gemeente met belangrijkste infrastructuur, bodemgebruik en omliggende gemeenten

## Demografie
Onderstaande figuur toont het verloop van het inwonertal (bron: INSEE-tellingen).